# Osmoxylon teysmannii
Osmoxylon teysmannii là một loài thực vật có hoa trong Họ Cuồng cuồng. Loài này được (Boerl.) Philipson mô tả khoa học đầu tiên năm 1976.